# بتيلة
البتيلة في علم النبات هي ساق يتفرع منها زوائد وأوراق وبراعم جانبية، وهي مرحلة نمو جديدة في مرحلة إنبات البذور لتتطور لاحقاً وتصبح أوراق. أما تلك الفسيلة النابتة على أرومة الشجرة أو جذعها فَتُسمَّى رِكْزَة.
غالبًا ما تأكل الحيوانات البراعم الصغيرة لأن الألياف الموجودة فيها لم تكتمل بعد من تطوير جدار خلوي ثانوي، مما يجعل البراعم الصغيرة أكثر نعومة وأسهل للمضغ والهضم. عندما تنمو البراعم وتتقدم في العمر، تطور الخلايا جدران خلوية ثانوية لها بنية صلبة. تنتج بعض النباتات (مثل السرخس) سمومًا تجعل براعمها غير صالحة للأكل أو أقل استساغة.

## معرض صور

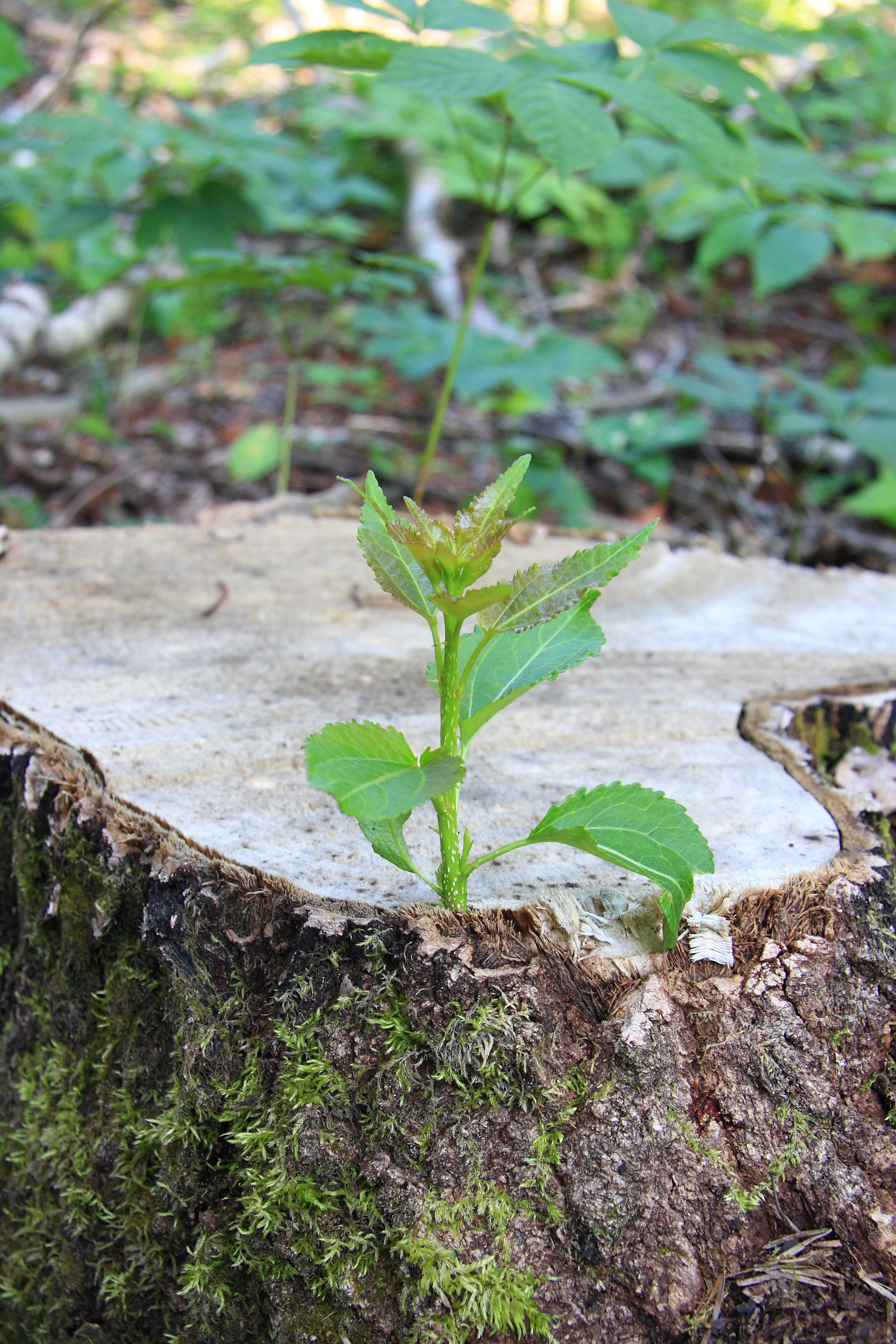
ركزة نَمَت من جذل
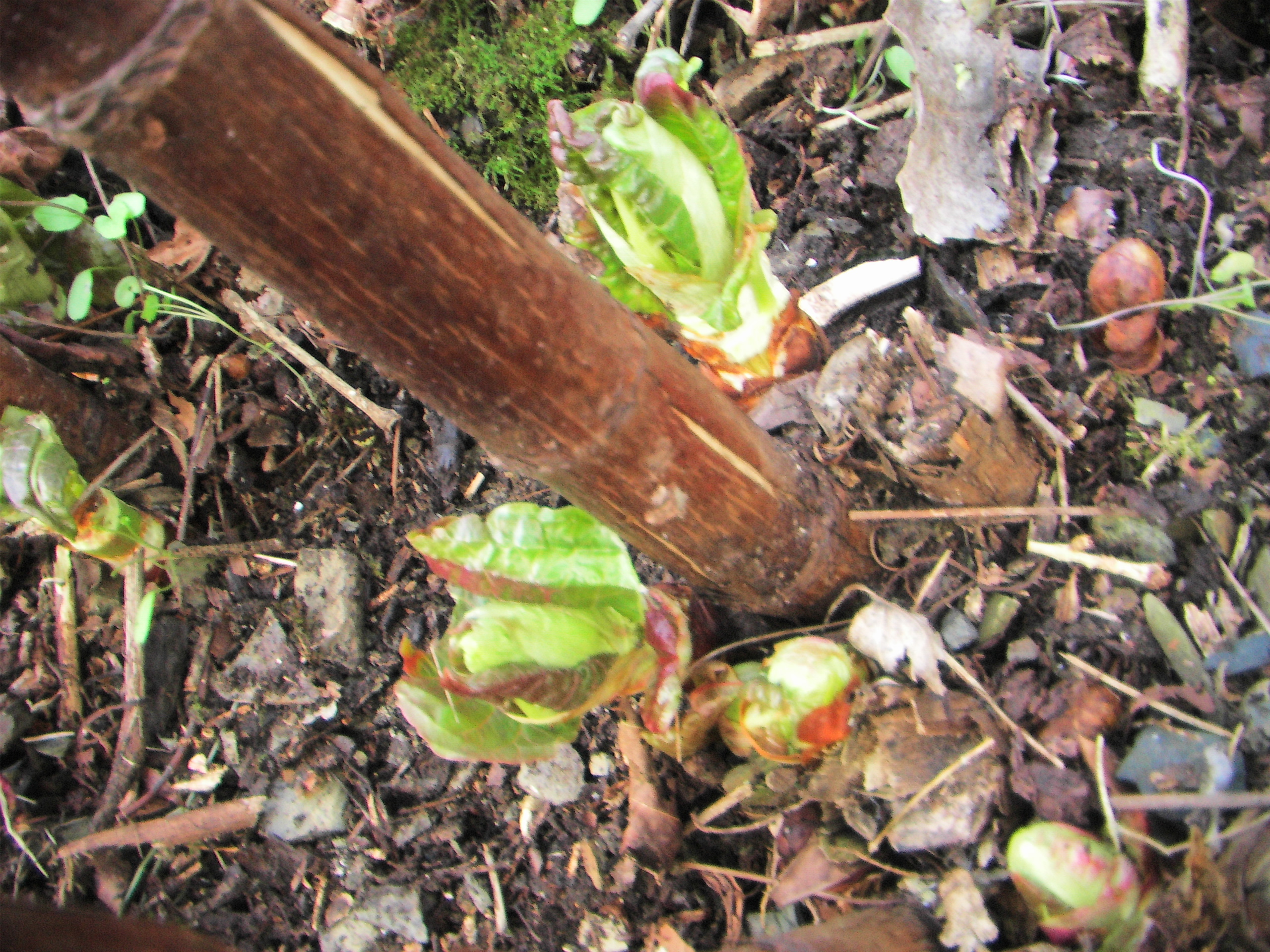
ساق الخيار
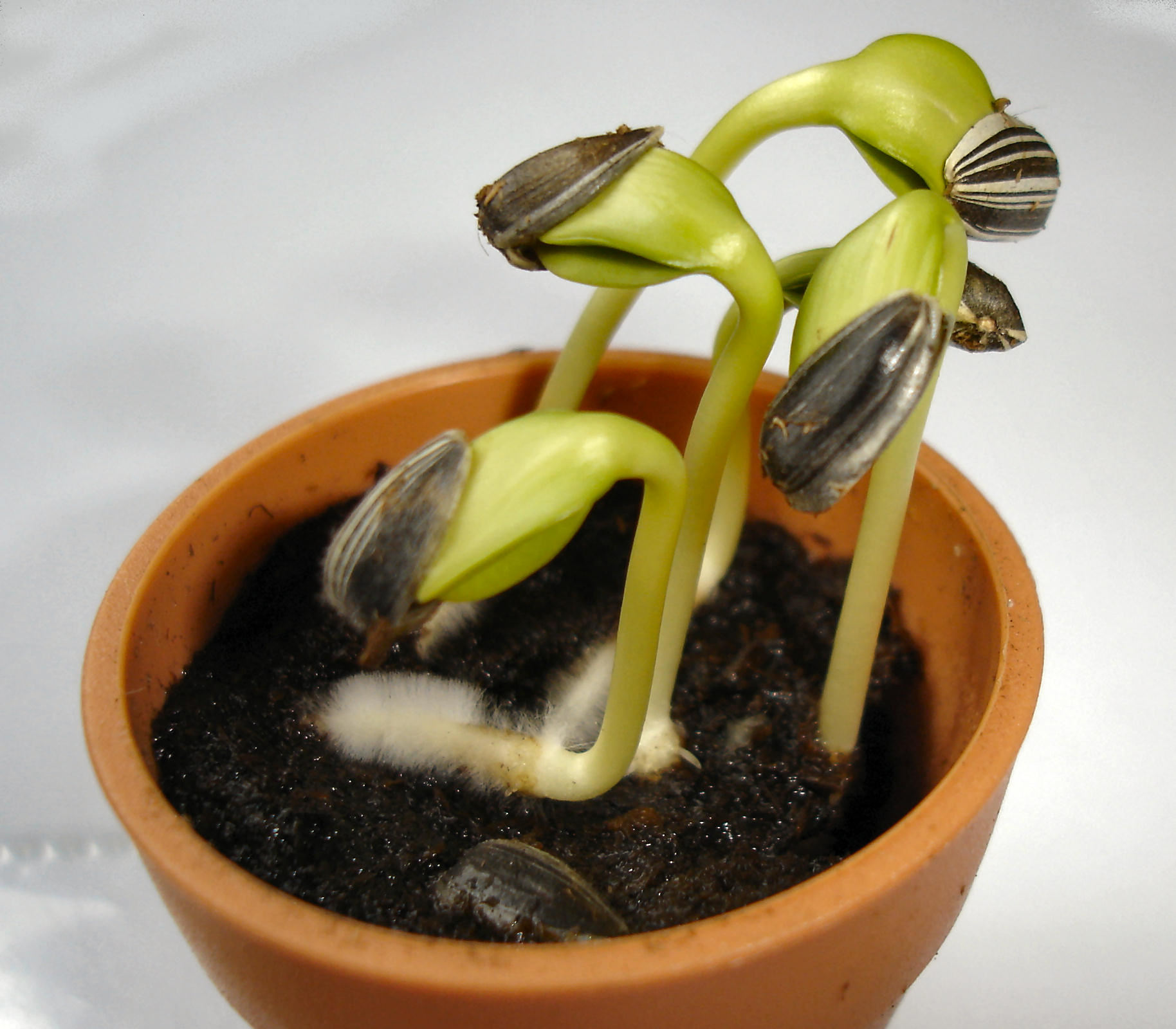
ساق نوع من الفالوبيا صالحة للأكل
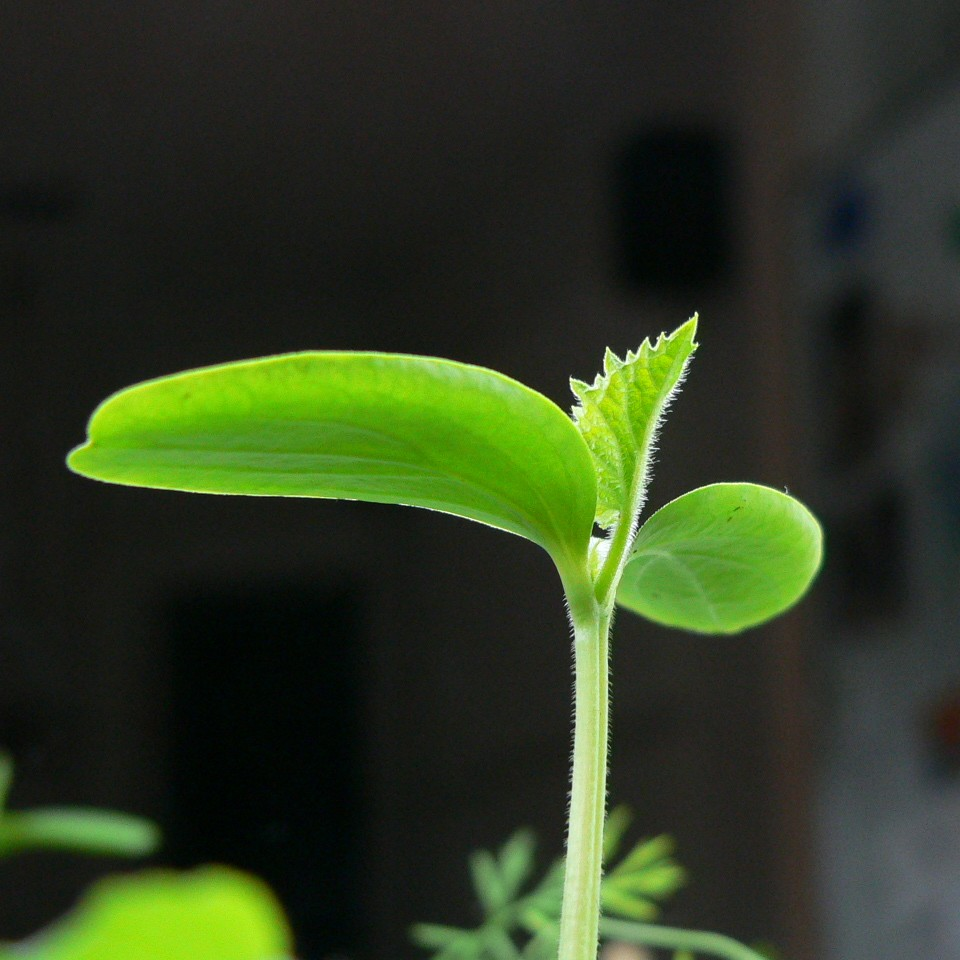
إنبات شتلة دوار الشمس
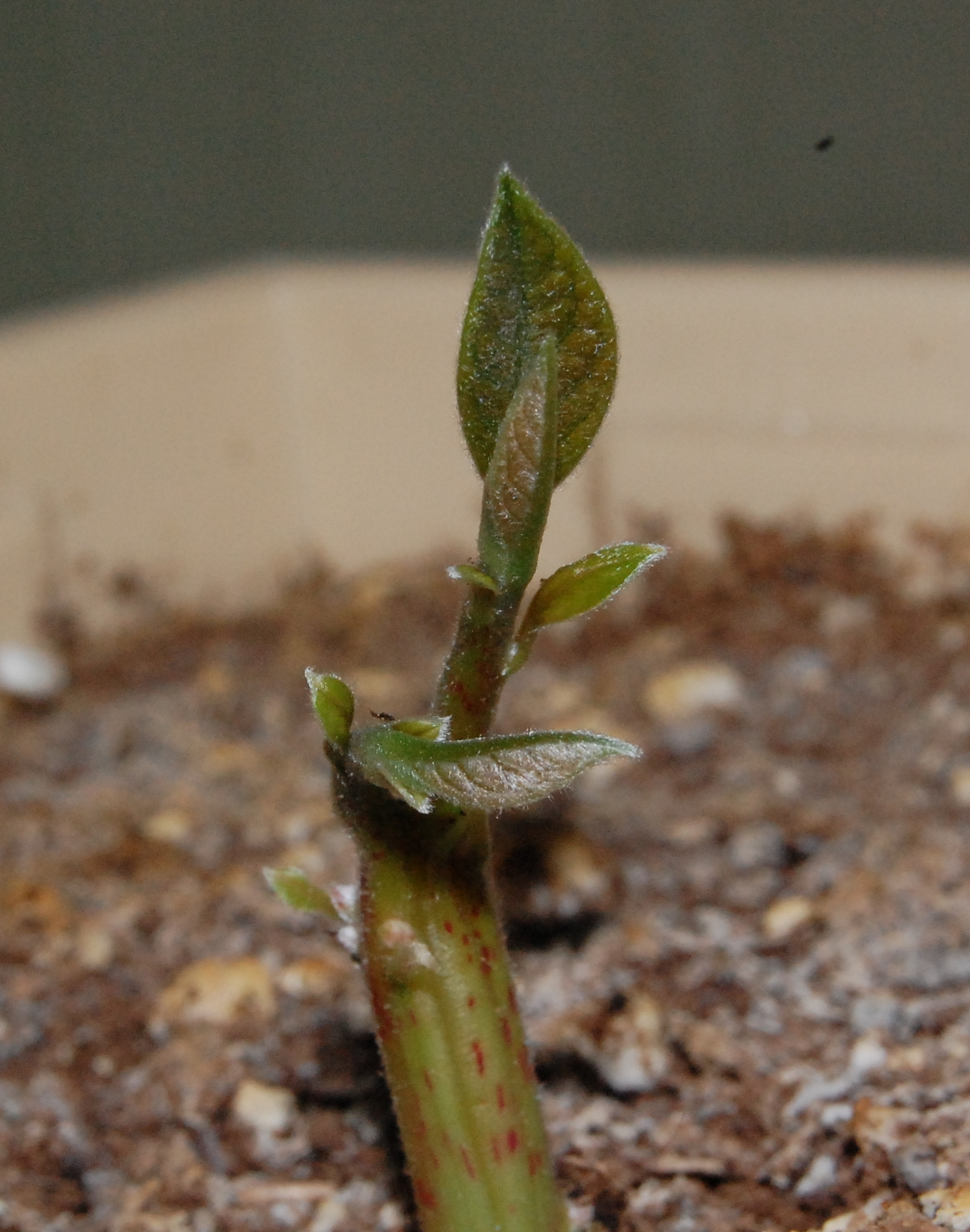
ساق يافع من أحد أنواع الأفوكادو